# 21e division d'infanterie (Allemagne)
Pour les articles homonymes, voir 21e division.
La  21e division d'infanterie (en allemand : 21. Infanterie-Division) est une des divisions d'infanterie de l'armée allemande (Wehrmacht) durant la Seconde Guerre mondiale.

## Création et différentes dénominations
La 21. Infanterie-Division est formée à Elbing le 1er octobre 1934 sous le nom de couverture Kommandant von Elbing, nom qui sera conservé jusqu'au 15 octobre 1935.
Les régiments d'infanterie ont été formés à partir du 3. (Preußisches) Infanterie-Regiment de la 1. Division de la Reichswehr.
Elle a été mobilisée en août 1939 en tant qu'élément de la 1. Welle (vague).

## Organisation

### Commandants successifs
| Date                                  | Grade                  | Commandant         |
| ------------------------------------- | ---------------------- | ------------------ |
| 15 octobre 1935 - 10 novembre 1938    | Generalleutnant        | Albert Wodrig      |
| 10 novembre 1938 - 20 octobre 1939    | Generalleutnant        | Kuno-Hans von Both |
| 1er novembre 1939 - Avril 1942        | General der Infanterie | Otto Sponheimer    |
| Avril 1942 - Avril 1942               | Generalleutnant        | Wilhelm Bohnstedt  |
| Avril 1942 - 10 janvier 1943          | Generalleutnant        | Otto Sponheimer    |
| 10 janvier 1943 - 1er novembre 1943   | Generalleutnant        | Gerhard Matzky     |
| 1er novembre 1943 - 1er décembre 1943 | Generalmajor           | Hubertus Lamey     |
| 1er décembre 1943 - 1er mars 1944     | General der Infanterie | Gerhard Matzky     |
| 1er mars 1944 - 28 mars 1944          | Generalleutnant        | Franz Sensfuß      |
| 28 mars 1944 - 22 août 1944           | General der Infanterie | Hermann Förtsch    |
| 22 août 1944 - 25 septembre 1944      | Generalmajor           | Heinrich Götz      |
| 25 septembre 1944 - Octobre 1944      | Oberst                 | Hengersdorff       |
| Octobre 1944 - 12 décembre 1944       | Oberst                 | Scharenberg        |
| 12 décembre 1944 - 14 janvier 1945    | Oberst                 | Beyse              |
| 14 janvier 1945 - 1er avril 1945      | Generalmajor           | Heinrich Götz      |
| 1er avril 1945 - 8 mai 1945           | Generalmajor           | Karl Kötz          |

## Théâtres d'opérations
- 1er septembre au 6 octobre 1939 : campagne de Pologne
- 1941 :
  - Opération Barbarossa, Heeresgruppe Nord. Entre le 15 et le 27 juillet 1941, la 21.infanterie division a perdu 870 hommes : 11 officiers et 156 hommes tués, 24 officiers et 643 hommes blessés et 36 disparus
- 1943 :
  - Siège de Leningrad
  - Bataille de Krasny Bor

## Ordres de bataille
1939
- Infanterie-Regiment 3
- Infanterie-Regiment 24
- Infanterie-Regiment 45
- Radfahr-Schwadron 21
- Artillerie-Regiment 21
  - I. Abteilung
  - II. Abteilung
  - III. Abteilung
  - I./Artillerie-Regiment 57
- Beobachtungs-Abteilung 21 (1)
- Pionier-Bataillon 21
- Panzerabwehr-Abteilung 21
- Nachrichten-Abteilung 21
- Feldersatz-Bataillon 21
- Versorgungseinheiten 21

1942
- Grenadier-Regiment 3
- Grenadier-Regiment 24
- Grenadier-Regiment 45
- Radfahr-Bataillon 21
- Artillerie-Regiment 21
  - I. Abteilung
  - II. Abteilung
  - III. Abteilung
  - I./Artillerie-Regiment 57
- Pionier-Bataillon 21
- Panzerjäger-Abteilung 21
- Nachrichten-Abteilung 21
- Versorgungseinheiten 21

1944-1945
- Grenadier-Regiment 3
- Grenadier-Regiment 24
- Grenadier-Regiment 45
- Füsilier-Bataillon 21
- Artillerie-Regiment 21
  - I. Abteilung
  - II. Abteilung
  - III. Abteilung
  - I./Artillerie-Regiment 57
- Pionier-Bataillon 21
- Panzerjäger-Abteilung 21
- Nachrichten-Abteilung 21
- Feldersatz-Bataillon 21
- Versorgungseinheiten 21